# Các Bộ Hành chính Liên bang Hoa Kỳ
Các Bộ Hành chính Liên bang Hoa Kỳ là trong số các đơn vị lâu đời nhất của ngành hành pháp của Chính phủ liên bang Hoa Kỳ—các bộ như Ngoại giao, Chiến tranh, và Ngân khố được thiết lập chỉ cách nhau có vài tuần trong năm 1789.
Những người đứng đầu các bộ hành chính liên bang là thành viên của Nội các truyền thống; từ năm 1792, theo luật định có ghi, họ tạo nên một thứ tự kế nhiệm sau Chủ tịch Hạ viên và Chủ tịch Thượng viện tạm thời (President pro tempore of the Senate, Phó Tổng thống được xem là Chủ tịch Thượng viện) để vào chức vị tổng thống trong sự kiện có chỗ trống trong cả chức vụ đó và chức vị phó tổng thống. Hiến pháp nhờ đến các viên chức này khi nó cho phép Tổng thống, trong Điều khoản II, đoạn 2, "yêu cầu ý kiến phải được viết bằng chữ từ các viên chức chính trong mỗi bộ hành chính trên bất cứ đề tài nào liên quan đến trách vụ của các văn phòng riêng của họ." Nói tóm lại, họ và các tổ chức của họ là cánh tay hành chính của Tổng thống Hoa Kỳ.

## Danh sách các Bộ Hành chính
Tất cả các bộ được liệt kê theo tên hiện tại và chỉ có các bộ có cấp bậc nội các trong quá khứ và hiện tại được liệt kê. Thứ tự kế nhiệm chỉ áp dụng trong nội các; Phó Tổng thống luôn ở vị trí đầu tiên trong thứ tự kế nhiệm, Chủ tịch Hạ viện và Chủ tịch Thượng viện tạm thời (President pro tempore of the Senate) luôn được bao gồm trong đó.
| Bộ                                   | Thành lập                            | Thứ tự kế nhiệm                      | Các thay đổi từ khi thành lập                                                | Ngân sách năm 2004                 | Nhân viên (2004)                 |
| ------------------------------------ | ------------------------------------ | ------------------------------------ | ---------------------------------------------------------------------------- | ---------------------------------- | -------------------------------- |
| Ngoại giao                           | 1789                                 | 1                                    |                                                                              | $9,96 tỉ                           | 30.266                           |
| Ngân khố                             | 1789                                 | 2                                    |                                                                              | $11,10 tỉ                          | 115.897                          |
| Quốc phòng                           | 1947                                 | 3                                    | Tên ban đầu "Lực lượng Quân sự Quốc gia"                                     | $375.20 tỉ                         | 3.000.000                        |
| Tư pháp                              | 1870                                 | 4                                    | Vị trí Bộ trưởng Tư pháp được đặt ra năm 1789 nhưng không có bộ đến năm 1870 | $23,40 tỉ                          | 112.557                          |
| Nội vụ                               | 1849                                 | 5                                    |                                                                              | $10,70 tỉ                          | 71.436                           |
| Nông nghiệp                          | 1889                                 | 6                                    |                                                                              | $77,60 tỉ                          | 109.832                          |
| Thương mại                           | 1903                                 | 7                                    | Tên ban đầu là Thương mại và Lao động; Sau đó Lao động được tách riêng       | $6,20 tỉ                           | 36.000                           |
| Lao động                             | 1913                                 | 8                                    |                                                                              | $59,70 tỉ                          | 17.347                           |
| Y tế và Dịch vụ Nhân sinh            | 1953                                 | 9                                    | Tên ban đầu là Y tế, Giáo dục, và Phúc lợi; sau đó Giáo dục được tách riêng  | $543,20 tỉ                         | 67.000                           |
| Gia cư và Phát triển Đô thị          | 1965                                 | 10                                   |                                                                              | $46,20 tỉ                          |                                  |
| Giao thông                           | 1966                                 | 11                                   |                                                                              | $58,00 tỉ                          | 58.622                           |
| Năng lượng                           | 1977                                 | 12                                   |                                                                              | $21,50 tỉ                          | 116.100                          |
| Giáo dục                             | 1979                                 | 13                                   |                                                                              | $62.80 tỉ                          | 4.487                            |
| Chiến binh                           | 1989                                 | 14                                   |                                                                              | $73,20 tỉ <--Năm tài chính 2006--> | 235.000 <--Năm tài chính 2006--> |
| Nội an                               | 2002                                 | 15                                   |                                                                              | $36,50 tỉ                          | 184.000                          |
| Tổng Ngân sách (Năm tài chính 2004): | Tổng Ngân sách (Năm tài chính 2004): | Tổng Ngân sách (Năm tài chính 2004): |                                                                              | $1.415,26 tỉ                       | 4.169.144                        |

### Bảng các bộ xưa
| Chiến tranh                | 1789-1947 | Nhập vào trong Bộ Quốc phòng và đổi tên thành Bộ Lục quân                                                                                |
| Bưu điện                   | 1789-1971 | Được tái tổ chức thành một cơ quan gần như độc lập là Dịch vụ Bưu điện Hoa Kỳ                                                            |
| Hải quân                   | 1798-1947 | Bị xếp vào Bộ Quốc phòng Được đề nghị rằng Bộ trưởng Nội an nắm giữ vị trí này theo thứ tự kế nhiệm mà Bộ trưởng Hải quân giữ trước đây. |
| Thương mại và Lao động     | 1903-1913 | Chia ra giữa Bộ Thương mại và Bộ Lao động                                                                                                |
| Y tế, Giáo dục và Phúc lợi | 1953-1979 | Chia ra giữa Bộ Y tế và Dịch vụ Nhân sinh và Bộ Giáo dục                                                                                 |